# Ein Yankee am Hofe des Königs Artus

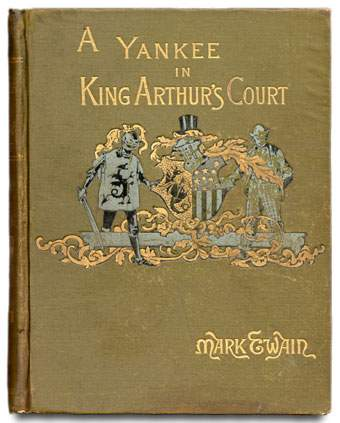
Buchdeckel der US-amerikanischen Originalausgabe von 1889

Ein Yankee am Hofe des Königs Artus (Original: A Yankee in King Arthur’s Court, heute zumeist: A Connecticut Yankee in King Arthur’s Court; andere deutsche Übersetzungen: Ein Yankee an König Artus’ Hof; Ein Yankee aus Connecticut an König Artus’ Hof) ist ein 1889 erschienener Roman von Mark Twain. Die früheste deutsche Übersetzung wurde 1923 vom Stein-Verlag (Wien) herausgegeben. Die Erzählung ist ein satirischer Science-Fiction-Roman, der durch das Element der Zeitreise Mark Twain die Möglichkeit bot, mit den verklärten Vorstellungen des edlen Rittertums aufzuräumen.

## Inhalt
Die Geschichte, eine komisch-satirische Bearbeitung von Thomas Malorys Artus-Saga, handelt von dem Amerikaner Hank Morgan, einem Vorarbeiter in einer Fabrik in Connecticut des 19. Jahrhunderts und ein „echter Yankee“, der sich – nach einem Schlag auf den Kopf – am Hofe des König Artus wiederfindet. Es ist angeblich der 19. Juni des Jahres 528. Er wird zuerst gefangengesetzt und zum Tode verurteilt. Da er aber weiß, dass sein Hinrichtungstag der Tag einer Sonnenfinsternis ist, gibt er sich als Magier aus und simuliert die Beschwörung der Sonnenfinsternis. Dadurch wird er Stellvertreter von Artus und faktischer Machthaber in England und legt sich den Titel Sir Boss zu. Ausgestattet mit modernem Wissen, einer praktischen Einstellung und wenig Verständnis für Adel, Monarchie und Kirche beschließt der Protagonist, das mittelalterliche England zu einer aufgeklärten, demokratischen und technologisch fortschrittlichen Gesellschaft zu transformieren, er führt u. a. Bildung, Telegraphie, eine Zeitung und Fahrräder ein.
Um seine Macht aufrechtzuerhalten, gibt er weitere Kostproben seiner Macht als Magier durch den Einsatz einer Schusswaffe, von Sprengstoff und Feuerwerk.
Während seiner Regierungszeit macht er zwei größere Reisen durch Britannien, die erste in Ritterrüstung mit seiner späteren Frau Sandy, bei der er auch Morgan le Fay in ihrer Burg besucht und ihre Folterkammer ausräumt, die zweite inkognito zusammen mit König Artus, bei der beide versklavt und nur in letzter Minute vor dem Galgen gerettet werden – von Artus’ Rittern auf Fahrrädern unter Führung von Sir Lancelot, die telegraphisch alarmiert worden sind.
Am Schluss macht Sir Boss eine Auslandsreise. In der Zeit bricht ein Bürgerkrieg unter den Rittern Britanniens aus, bei dem Artus umkommt. Während Sir Boss die Republik ausruft, stellt sich die Kirche gegen ihn und siegt schließlich aufgrund des Eingreifens von Merlin, der Sir Boss in Tiefschlaf versetzt.
Hank Morgan wacht erst Jahrhunderte später auf, worauf folgend er seine Aufzeichnungen an den Ich-Erzähler der Rahmenhandlung weitergibt.

## Gesellschaftskritik
Das Buch lebt von der Kontrastierung zwischen Moderne und Mittelalter. Artus und seine Untertanen sind geprägt durch zahlreiche Missstände: Aberglaube, Folterungen und öffentliche Hinrichtungen, absurdes Rechtssystem, Sklavenhandel, extreme Standesunterschiede zwischen Adel und Bauern, Passivität der unterjochten Bevölkerung, technische Rückständigkeit, Analphabetismus, Unfähigkeit zur ökonomischen Analyse, Epidemien. Hank Morgan hingegen repräsentiert den fortschrittlichen, republikanischen Amerikaner, der die Rückständigkeit der europäischen Monarchien abgeschüttelt hat. Twain bezieht sich dabei auf zahlreiche Umstände, die in den europäischen Monarchien im Mittelalter und der Frühen Neuzeit tatsächlich existiert haben, jedoch kaum mehr im Jahr 1889.
Auf der anderen Seite entwirft er auch ein eindringliches Bild davon, welche Zerstörungskraft zeitgenössische Waffen entwickeln können, die Sir Boss’ Mannen dann im Kampf einsetzen; hier nimmt Twain die Grabenkriege des Ersten Weltkriegs vorweg.
Mark Twain schrieb das Buch gegen zeitgenössische Literatur, die Rittertum und Mittelalter glorifizierte, z. B. von Sir Walter Scott.

## Wirkung
Mark Twain inspirierte mit seinem Buch ein Subgenre der SciFi-Literatur, in dem ein Zeitreisender in eine Gesellschaft der Vergangenheit reist und diese mit moderner Technik umkrempelt. Verfilmungen bestehen größtenteils aus „bloßem Klamauk“.
Beispiele sind Lest Darkness Fall von L. Sprague de Camp, die Conrad-Stargard-Serie von Leo Frankowski, The Man Who Came Early von Poul Anderson, Ladies Whose Bright Eyes von Ford Madox Ford, u. a.

## Musik
Die League of Crafty Guitarists gab die zwei Alben A Show of Hands und Intergalactic Boogie Express heraus, auf denen das Lied A Connecticut Yankee in King Arthur’s Court ist.

## Adaptionen

### Kino
- 1921: Stummfilm A Connecticut Yankee in King Arthur’s Court von 20th Century Fox mit Harry Myers.
- 1931: Film Ein Radiotraum (A Connecticut Yankee) von David Butler mit dem Komiker Will Rogers nach dem Drehbuch von Owen Davis und William Conselman[3]
- 1949: Musikfilm Ritter Hank, der Schrecken der Tafelrunde mit Bing Crosby und Rhonda Fleming mit Musik von Jimmy Van Heusen und Victor Young.
- 1979: Film König Artus und der Astronaut
- 1988: Sowjetische Filmadaption Новые приключения янки при дворе короля Артура (in etwa Neue Abenteuer eines Yankees am Hofe von König Artus) mit Sergei Koltakov.
- 1989: Film Zeitsprung in die Tafelrunde (Connecticut Yankee in King Arthur’s Court) von Mel Damski mit Keshia Knight Pulliam.
- 1995: Filmadaption Knightskater – Ritter auf Rollerblades von Michael Gottlieb, basiert lose auf dem Roman
- 1996: Mit Vollgas in King Arthurs Tafelrunde (orig.: A Young Connecticut Yankee in King Arthur’s Court)
- 1998: Filmadaption Ein Ritter in Camelot mit Whoopi Goldberg.
- 2001: Filmadaption Ritter Jamal – Eine schwarze Komödie mit Martin Lawrence.
- 2002: Film Lost in La Mancha, eine Mischung aus Miguel de Cervantes’ Der sinnreiche Junker Don Quijote von La Mancha und Mark Twains Ein Yankee am Hofe des König Artus

### Fernsehen
- 1955: A Connecticut Yankee (1955)
- 1970: Zeichentrickfilm von Zoran Janjic mit Orson Bean als Stimme von Sir Boss.

### Weitere Inspirationen
- 1967: Serie Time Tunnel in der Episode Der Zauberer Merlin
- 1978: Trickfilmadaption  'Bugs Bunny am Hofe König Arthurs (A Connecticut Rabbit In King Arthur’s Court) mit Bugs Bunny und Daffy Duck.
- 1991: Serie MacGyver in der Episode Ritter MacGyver (Staffel 7).
- 1992: Filmadaption Army of Darkness von Sam Raimi.

### Musical
- 1927: Musical A Connecticut Yankee von Richard Rodgers and Lorenz Hart

Des Weiteren fanden einzelne Szenen (z. B. die Beschwörung der Sonnenfinsternis) auch Eingang in andere Filme, beispielsweise Tim und Struppi und der Sonnentempel.